# آي باد ميني 3
آي باد ميني 3 (بالإنجليزية: iPad mini 3)‏ هو حاسوب لوحي صمم وطور من قبل شركة أبل، وأعلن عنه 16 أكتوبر 2014 وأصدر في 22 أكتوبر مع جهاز آي باد إير 2. وهو الجيل الثالث من أجهزة آي باد ميني، توقف إنتاجه واستبدال بجهاز آي باد ميني 4 في 9 سبتمبر 2015.

## نظام التشغيل

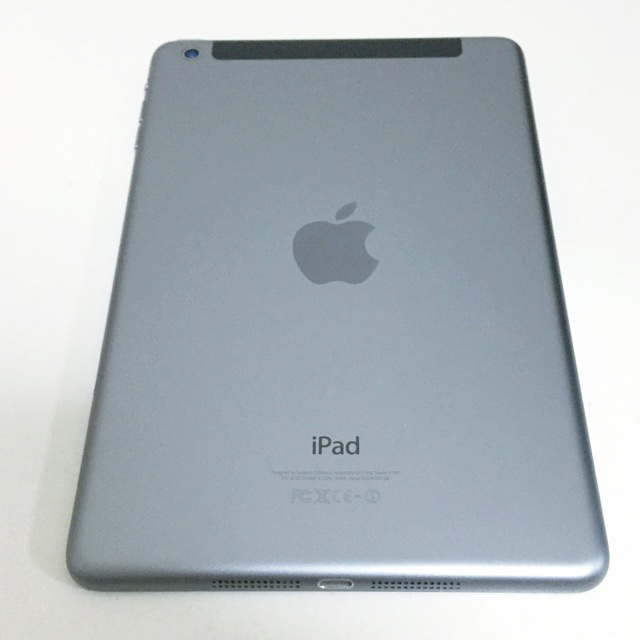
آي باد ميني 2 و3 لهما تصميم غلاف خارجي مشابه.

الجهاز يعمل بنظام iOS 8.1